# メンバーシップ型雇用
メンバーシップ型雇用（メンバーシップがたこよう）は、人材を雇用する形態。ジョブ型雇用と対比して用いられる。

## 概要
メンバーシップ型雇用とされている雇用というのは、まず人材を確保して、それからその人材に仕事を割り当てるという形態である。終身雇用や年功序列を前提としている日本企業の多くはメンバーシップ型雇用である。
日本での従来の雇用システムはメンバーシップ型雇用であったのだが、グローバル化が進むにつれて海外で主流となっているジョブ型雇用を取り入れる企業が増加している。そしてメンバーシップ型雇用というのは時代遅れであるという声も目立つようになる。
メンバーシップ型雇用を採用する企業にとってのメリットとしては、長期的な人材育成に有利、柔軟な人材配置、雇用が安定、人材に多くのスキルが身に付く、人脈が広がるといったメリットがある。対してデメリットとしては、人件費が上がる、外国での人材採用に不利、人員の整理が困難、転勤が発生するなどといった事柄がある。
メンバーシップ型雇用を採用するのに向いている企業としては、従業員に幅広いスキルを学ばせたい企業や、幅広い知識や視点を持つ幹部候補を育てようとしている企業である。このようにすれば従業員に多様な仕事の経験を積ませることが可能であるためである。メンバーシップ型雇用を採用するのに向いていない企業としては、ITや設計やデザインなど高度な業務を担当できる人材を求める企業や、企業として子育てや介護との両立を支援することを目指している企業である。従業員に幅広い知識や専門性を求める業務を行っていたり、従業員が事情により時短勤務やリモート勤務を求めるようになる場合にはメンバーシップ型雇用は向いていない。